# Serapeum v Aleksandriji
Serapeum ali serapejon v Aleksandriji je bil v ptolemajskem kraljestvu  starodavni grški tempelj, ki ga je zgradil Ptolemaj III. Everget (vladal 246–222 pr. n. št.) in je bil posvečen Serapisu, ki je postal zaščitnik Aleksandrije. So tudi znaki Harpokrata. Imeli so ga za hčer Aleksandrijske knjižnice. Nahajališče je bilo oplenjeno. 

## Zgodovina
Nahajališče je na skalni planoti s pogledom na kopno in morje. Po vseh podrobnih pripovedih je bil serapejon največji in najlepši med vsemi templji v grški četrti Aleksandrije.
Poleg podobe boga je bila v templju tudi zbirka velike knjižnice v Aleksandriji . Geograf Strabon piše, da je bila knjižnica na zahodu mesta.
Zdaj ni nič ostalo, razen ogromnega Pompejevega stebra. Po Rowu in Reesu, 1956, je Aftonij, grški retorik iz Antiohije, serapejon obiskal okoli leta 315.

### Zaprtje serapejona
Serapejon v Aleksandriji je bil zaprt julija leta 325, verjetno po ukazu krščanskega cesarja Konstantina med preganjanjem poganov v poznem rimskem cesarstvu. Potem so leta 391 izbruhnili verski nemiri, po Waceu:
Serapeum je bila zadnja utrdba poganov, ki so se utrdili v templju in njegovem ograjenem prostoru. Svetišče so napadli kristjani. Pogani so bili izgnani, tempelj je bil razpuščen in njegova vsebina uničena. V tem boju je verjetno propadla tudi knjižnica.

### Uničenje
Aleksandrijski serapejon je uničila krščanska drhal ali rimski vojaki leta 391 (čeprav se razpravlja o datumu) . Obstaja več nasprotujočih si zapisov o njegovem uničenju.
Ne glede na vzrok je bilo uničenje, ki so ga opisali krščanski pisci, kot sta Rufinus iz Ogleja in Sozomen, po mnenju Petra Browna najbolj spektakularen.  Nekateri drugi antični in sodobni avtorji so namesto tega razlagali njegovo uničenje kot predstavitev zmagoslavja krščanstva in odnos kristjanov do poganov. Vendar pa ga Peter Brown postavlja v okvir dolgotrajnega nasilja v mestu, kjer so se grške in judovske četrti borile že štiristo let, od 1. stoletja pr. n. št. . Tudi Evzebij Cezarejski omenja ulične spopade v Aleksandriji med kristjani in nekristjani, ki so se zgodili že leta 249. Obstajajo dokazi, da so nekristjani sodelovali v mestnih bojih proti Atanaziju Aleksandrijskemu in zanj leta 341 in 356. Podobne opise najdemo v spisih Sokrata Konstantinopelskega. R. McMullan še poroča, da je bil leta 363 (skoraj 30 let prej) Jurij Kapadokijski ubit zaradi ponavljajočih se dejanj nezaslišanega ogorčenja, žalitev in ropanja najsvetejših mestnih zakladov. 
Ne glede na predhodne dogodke aleksandrijski separejon ni bil obnovljen. Po uničenju je bil ustanovljen samostan, zgrajena je bila cerkev svetega Janeza Krstnika, znana kot Angelium ali Evangelium. Vendar pa je cerkev okoli leta 600 propadla, ostale so ruševine, ko jo je obnovil patriarh Izak (681−684) in bila končno uničena v 10. stoletju. V zadnjem času je bilo tu muslimansko pokopališče Bab Sidra.

#### Krščanska različica
Po zgodnjih krščanskih virih je bil škof papež Teofil Aleksandrijski nicejski patriarh, ko so odloki cesarja Teodozija I. prepovedali javne obrede v kakršni koli obliki, razen krščanskih. Teodozij I. je postopoma (leta 389) svete praznike drugih veroizpovedi spremenil v delovne dni, prepovedal javno žrtvovanje, zaprl templje in končal lokalno nasilje kristjanov nad glavnimi kultnimi kraji. Odlok, ki ga je razglasil leta 391, da nihče ne sme iti v svetišča ali hoditi skozi templje, je povzročil opustitev številnih templjev po cesarstvu, kar je postavilo temelje za razširjeno preoblikovanje teh krajev v krščanske cerkve.
V Aleksandriji je škof Teofil dobil pravno oblast nad enim zapuščenim Dionizovim templjem (ali po drugi različici zgodbe mitrejem), ki ga je nameraval spremeniti v cerkev. Med obnovo so bile razkrite vsebine podzemnih prostorov ("skrivnih votlin" v krščanskih virih) in oskrunjene, zaradi česar se je množica nekristjanov hotela maščevati. Kristjani so hoteli vrniti milo za drago, Teofil se je umaknil, pogani so se umaknili v serapejon, ki je bil še vedno najmočnejše od preostalih mestnih svetišč in se zabarikadirali v njem, pri čemer so zajeli kristjane. Ti viri poročajo, da so bili zaporniki prisiljeni žrtvovati prepovedanim božanstvom in da so tisti, ki so to zavrnili, bili mučeni (raztrgali so jim golenice) in nazadnje vrgli v jame, ki so bile zgrajene za krvavo žrtvovanje. Ujeti pogani so ga oplenili (Rufinus in MacMullen 1984).
Teodozij je poslal Teofilu pismo, v katerem ga je prosil, naj prizanese poganom in jih pozove k uničenju vseh poganskih podob, ki naj bi povzročile nemir. Zato so serapejon porušili rimski vojaki in menihi, ki so prišli iz puščave, kakor tudi zgradbe, posvečene egipčanskemu bogu Kanopu. Val uničenja nekrščanskih idolov se je razširil po celotnem Egiptu v naslednjih tednih, kot je dokumentirano z obrobno ilustracijo na papirusu iz svetovne kronike, napisane v Aleksandriji v začetku 5. stoletja, ki prikazuje zmagoslavnega Teofila (slika zgoraj); kultna podoba Serapisa, okronana s krono, je vidna v templju na dnu. 

#### Poganska različica
V zapisih Evnapija, poganskega zgodovinarja kasnejšega neoplatonizma, najdemo različico opisa uničenja. Krščanska drhal je uspešno uporabila taktiko, podobno vojaški, da je uničila serapejon in ukradla vse, kar je morda preživelo napad. Po mnenju Evnapija so si ostanke kriminalcev in sužnjev, ki so med napadom zasedli serapejon, prilastili nekristjani in jih postavili v (preživele) poganske templje ter jih častili kot mučenike. 

## Izkopavanja
Arhitektura je sledila zgodnjemu ptolemajskemu in drugemu rimskemu obdobju. Pri izkopavanjih na najdišču Dioklecijanovega stebra leta 1944 so našli ostanke temeljev serapejona in v njih dva kompleta desetih plošč, po ena iz zlata, srebra, brona, egipčanske keramike, na soncu sušenega nilskega blata in petih neprozornih stekel . Napis, da je Ptolemaj III. Everget zgradil Serapejon, v grščini in egiptovščini je na vseh ploščah; dokazano je, da je bil  arhitekt Parmeniskos (Parmenion). 
Ostanki templja so bili posvečeni Harpokratu iz obdobja, ko je vladal Ptolemaj IV. Filopator. 
Prvo uničenje je bilo med Kitosovo vojno leta 116, obnovljeno pa verjetno pod Hadrijanom. To je podprto z najdbo črnega dioritskega kipa leta 1895, ki je predstavljal Serapisa v inkarnaciji bika Apisa s sončno ploščo med rogovi; napis se nanaša na vladanje Hadrijana (117−138).
Morda so tu častili boginjo zdravja, poroke in modrosti Izido. Podzemne galerije pod templjem so bile najverjetneje kraj skrivnosti Serapisa. Granitni stebri kažejo rimsko obnovo in razširitev aleksandrijskega serapejona med letoma  181 in 217. Pri izkopavanjih so odkrili 58 bronastih kovancev in 3 srebrnike z datumi do 211 . Trup marmornega kipa Mitre je bil najden leta 1905/6.

### Kipi
Glede na drobce so bili tu kipi dvanajstih bogov. Mimaut je v 19. stoletju omenil devet stoječih kipov, ki so se ujemali z devetimi boginjami umetnosti, ki naj bi bile prisotne v Aleksandrijski knjižnici . V Sakari je bilo najdenih enajst kipov. V pregledu  Les Statues Ptolémaïques du Sarapieion de Memphis je bilo ugotovljeno, da so bili verjetno oblikovani v 3. stoletju z apnencem in štukaturo, nekateri stoječi, drugi sedeči. Rowe in Rees sta leta 1956  menila, da imata oba prizora v aleksandrijskem separejonu in Sakari podobno temo, kot je na primer mozaik Platonove akademije, pri čemer so figure v Sakari: "(1) Pindar, (2) Demetrij Falerski, (3) x (?), (4) Orfej, (5) Heziod, (6) Homer, (7) x (?), (8) Protagora, (9) Tales, (10) Heraklit, (11) Platon, (12) Aristotel (?). " 